# ボカック環礁
ボカック環礁(またはタオンギ環礁)は、北太平洋上の環礁で、マーシャル諸島のラタック列島に属する無人島である。

## 地理
ボカック環礁は、マーシャル諸島共和国の首都であるマジュロ環礁の北684kmに位置しており、最も近いビカール環礁からは北東に280kmの距離にある。ボカック環礁はマーシャル諸島の中でも最も北に位置しており、他の環礁からも離れているため最も孤立した環礁になっている。なおアメリカ合衆国領として最も近いウェーク島は、北北西に560kmの距離にある。ボカック環礁は36の小島から成り、小島を合わせた陸地の面積は3.24 km2であるが、環礁の総面積は129km2にもなる
。

## 環礁の特徴

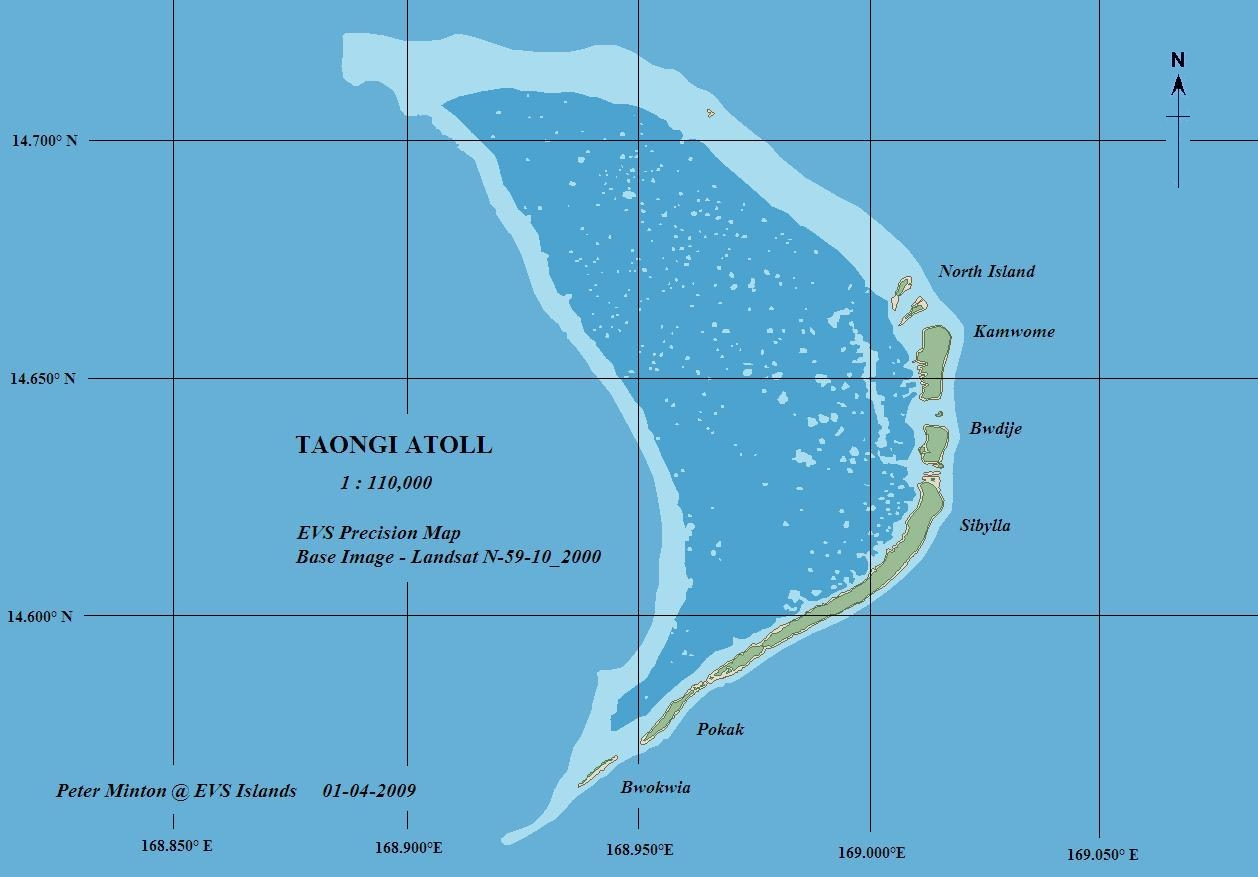
ボカック環礁の地図

ボカック環礁は、南北方向の向きでほぼ三日月型をしており、内側の弧はおよそ9.0 km、外側の弧はおよそ17.7kmである。環礁は西側にある幅20mの水路を除いて繋がっており、10の小島が東部、及び東南部にある。小島のうち主なものは、カムウォーム島、ウイッジェ島、シビリア島、ボカック島、そしてボクワラ島である。この中でシビリア島が一番大きく、長さはおよそ7.24 km、幅は最大で304mである。2番目に大きな島が北東部に位置するシビリア島で、環礁の名称の元になったボカック島はこの南にある
。
マーシャル諸島のラリック列島にあるエニウェトク環礁で行われた掘削作業の結果、ボカック環礁は玄武岩の上に1400mのサンゴが積み重なった構造であることが分かった。殆どの珊瑚礁は海面下およそ50mまでが成長の範囲であり、この様な分厚い石化したサンゴの層が示すのは地底にある死火山の地盤(アイソスタシー)沈下によるものと思われている
。
環礁の地盤は、周囲の海底から3,000mも隆起している。環礁の浅瀬の石化サンゴは、エニウェトク環礁から5,500万年に渡って供給されたものと推定されている
。
巨岩と砂による高い尾根は、小島が激しい嵐に会い続けてきたことを特徴付けている。幅のある小島の内陸は砂と礫から成っており、海岸背後の部分は砂と砂利の低い尾根になっている。環礁の土は非常に未成熟で、きめの粗いサンゴ砂と様々な種類の砂利にごく少しの腐葉土が蓄積しているだけである。環礁はとても浅く、殆どが30m以内の深さであり、そこには多くのサンゴが群生しており、そのうちのいくつかは海面にまで達している
。
環礁の水面は周囲の海面より90cmほど高くなっているが、これは海上を吹く風に運ばれた海水が入り込むためで、唯一の狭い水路が風下に位置していることも影響している。環礁内の水は、サンゴ砂で出来た縁と風下側の傾斜した面から外側に向けて流れている。風上側の環礁の外側は分厚い藻に覆われており、環礁の南部と西部のサンゴに覆われた狭い平地は、波の静かな間だけ上陸できる。環礁の最も西側にある藻に覆われたごく小さな縁は10～15cmの高さがあり、東向きの海岸の前面と、風上側の海岸にある小さなサンゴと共に”タオンギ”独特の特徴だと思われる。この縁は、サンゴの海岸上を越えて常に流れる海水によって維持されている
。

## 気候
ボカック環礁は、マーシャル諸島の中で最も乾燥した地域で、半乾燥性気候である。一年間の平均気温は約28℃で、年間降水量は1,000mm以下であり、降水の殆どは夏の終わりの期間に降る。また風は殆どが北または北東から吹いている
。

## 環礁の植物
ボカック環礁は、9種の植物の生育を助けている。これらの植物はマーシャル諸島独特のもので、他の植物の持ち込みは厳しく規制されている。少ない降水と、水はけの良い土地、及び高い気温は乾燥した環境を生み出し、環礁上には真水は見あたらず、椰子の木も生育することが出来ない
。
最も一般的な植生は、背が低くまばらなモンパノキの森林で、15～50cm程度の高さで茂っている。森林の下層部分は通常、クサトベラ科やチモシーで覆われており、これらはサンゴ砂の土壌の上に生えている。小さなオシロイバナの群生は”カムウォーム島”で発見され、”シビラ島”でもより小さな群生が確認されている
。
濃密なクサトベラ科と少しのモンパノキが茂っている海岸は、環礁南部の50～75%を占め、北東部のシビラ島ではほぼ100%を占める。ムラサキ科やクサトベラ科、及びゴジカは疎林や海岸沿いのサバンナ地帯を覆っており、ここはマーシャル諸島の、そして恐らく太平洋全域の中でも最も素晴らしい植生の典型である
。
環礁の浅い領域の植生は、まばらな紅藻やバラバラになったサンゴ、貝殻、そして緑色の海草で覆われている。

## 環礁の動物
環礁では26種の海鳥や海岸に住む鳥が生息している。これらのうちカツオドリ、アカアシカツオドリ、オオグンカンドリ、アカオネッタイチョウ、セグロアジサシ、シロアジサシ、クロアジサシ、そして恐らくクロサギも、1988年から人工繁殖が行われている。また渡り鳥としてはハリモモチュウシャク、キョウジョシギ、メリケンキアシシギ、ムナグロ、及びミユビシギが居る。これらの鳥は、特に北部の3つの島(シビラ島、カムウォーム島、そして無名の島)に多く住み着いている。またボカック島は、コミズナギドリが恐らく唯一人工繁殖されている島として知られている
。
シビラ島にはポリネシアネズミが生息しているが、より活発なクロネズミは環礁から居なくなった様である

。
環礁の一般的な陸上生物は、スネークアイトカゲとヤドカリである
。
環礁の海洋生物の状態は概ね良好であるが、一部に環礁の分裂の可能性が見受けられる。環礁で研究者たちは海洋性のカメを見つけていないが、ポリネシア人の狩猟習慣はカメの存在に関しての根拠と見なされている
。
例としては、巨大な二枚貝の一族であるシャコガイは、希少種のオオジャコガイを除いて豊富である
。
また小型の二枚貝類は存在しているが、数種の小型の貝類は見つかっていない。環礁の魚類は、主にフエフキダイ科やブダイ科、そしてフエダイ科である。またウツボとオグロメジロザメも存在している。また、およそ100種の石サンゴ目と、2種のウミトサカ目も存在している
。

## 歴史

### 先史時代
およそ2000年前にマーシャル諸島に人間が移住しているにもかかわらず、現在までここに伝統的なマーシャルの人工物が創造されていないことは、その間、問題が解決されていないことを意味している。厳しい乾燥した気候、飲料に適した水の欠如、そして痩せた土地は、依然ここが無人島であることの理由になっている。この環礁はラタック列島の住民にとって、伝統的に(特に海鳥の)狩猟と集合をするための場所である
。
他の北ラタック列島の無人環礁、ビカール環礁やトーケ環礁と共に、ボカック環礁は伝統的にラタック列島の”イロジ・ララブ”一族が相続している財産である。豊かなウミガメや海鳥、そしてその卵の採取は”イロジ”族の慣習によって規制され、監視がされている
。

### 16世紀から19世紀にかけて
ヨーロッパ人によるボカックの最初の発見は、1526年8月21日にスペイン人の探検家”アロンソ・デ・サラザール”によって行われた。その後300年間に多数の船がボカックに上陸し、あるいは通過して行ったが、食用動物の施設を建てる試みは行われた記録がない。これは乾燥した気候と、近くにより肥沃な環礁があったことも影響している
。
マーシャル諸島は、1906年にドイツのニューギニア保護領に追加された。無人の環礁は領有権が誰にもないという論理を正当化し、イロジ族からの抗議にもかかわらず、ドイツはボカックの領有権を手に入れた。”明治天皇”の元での日本の経済力は、日本の鳥の密漁に対するマーシャル人の不平としてドイツ行政に記録され、島民の興味をドイツの統治から逸らして覆い隠した
。

### 20世紀以降
1914年、日本はボカックを含むマーシャル諸島を占領し、領有権をドイツから自国に移した。ドイツが以前行った様に、日本の植民地行政はボカックを開発する試みはせず、北ラタック列島住民の鳥と魚の採取が邪魔されることはなかった
。
1940年代になると、マーシャル諸島の日本軍は、小型水上機と通信のための基地をシビラ島に建設した。日本とアメリカ合衆国との太平洋戦争の初期段階では、米国海軍の潜水艦による活動が日本の航空機による定期パトロールで観測されていた
。
1943年3月、20人の守備隊は食料の欠乏と指揮系統の無能力化から、ボカック環礁からウェーク島に撤退した
。
1944年4月23日、米国陸軍航空軍、米国海軍、及び米国海兵隊からなる航空部隊は、放置されていた施設を爆撃した
。
マーシャル諸島の領有権は、1944年の日本軍との”夜明けの戦闘”で完全にアメリカ合衆国に移った。1945年9月、太平洋各地を占拠していた日本軍捕虜は本国に送還され、クェゼリン環礁から601部隊が上陸部隊としてボカックに派遣された。さらにPBMマリナーが生存の可能性がある兵力の探索を行ったが、2日間の探索では生存者や死者は発見されなかった
。
1953年4月に戦車揚陸艦を米国からアジアに送った航海では、任命された”LST1138：スチューベン・カウンティ”は途中ボカック環礁に上陸し、噂になっていた日本軍脱走兵の探索を行った。この時の上陸記録には「戦争時の施設跡は残っているが、生存者の痕跡は見つからなかった」と記録されている
。
1954年、ビキニ環礁で行われたキャッスル作戦ブラボー核実験で発生した大量の放射性降下物の調査が、続いて行われるキャッスル作戦ロメオ核実験に先立ち、1日と4時間に渡って航空機により行われた。この航空機には、高度60～150mから地上の放射線を測定するγ線検出器が装備されていた。シビラ島上空からの測定では、実験1時間後で1時間あたり1.0ミリレム(10マイクログレイ)が観測され、3時間後には1時間あたり0.4ミリレム(4マイクログレイ)にまで低下した
。
1957年、ボカックはハードタック作戦の核実験試験場としての調査が行われたが、他の候補地であるビキニ環礁、エニウェトク環礁、及びネバダ核実験場と比較して設備の点で劣っていたため選択されなかった
。
ボカックは、ドミニク作戦で再び核実験場の候補に挙げられたが、今度は国連の信託統治地域への放射性降下物の影響が大きいと考えられたため、選択肢から外れた
。
環礁では、マウイ島やハワイ島から来た数人が失踪している。1979年2月11日、ハワイの”ハナ港”から4人の仲間と共に5.2mのボートで来た”スコット・モーマン”は、高潮に襲われ行方不明となった。モーマンのボートと埋葬された遺体は、1988年にボカックで発見された
。
1988年に米国太平洋艦隊本部が作成したフィルムでは、ボカック環礁を数百万トンの固形廃棄物の処分場にする提案がなされた。この提案では、初年度に350万トンの廃棄物を処分し、その後5年にわたって最終的に年間2,500万トンを30隻の船で処分するとされていた
。
2003年8月には、テキサスから来た2人の無線愛好家がタオンギ無線局の開局のため、76時間にわたってシビラ島でキャンプを行い、コールサイン”V73T”とIOTA(Island on the Air)”OC-263”を割り当てた。この無線局は、座標:北緯14度36分34.44秒 東経168度59分58.62秒 / 北緯14.6095667度 東経168.9996167度から発信を行った
。
未承認の極小国である”メルチゼデック”自治領は、イロジ・ララブ族との45年間の借地契約に基づき、ボカックを含めた領域の統治権を主張している
。
現在では、放棄されたキャンプや住居跡、何隻かの破壊された船、及び先の第二次世界大戦で日本が築いた通信基地の廃墟が残るのみである
。